# Armament Research Services
A Armament Research Services (ARES, literalmente "Serviços de pesquisa de armamento") é uma empresa de consultoria que fornece conhecimentos e análises na área de armas e munições para governos e organizações não-governamentais. Desde janeiro de 2014, o diretor do Armament Research Services é N.R. Jenzen-Jones. Fundada em 2013 e operando na Austrália, eles forneceram serviços de análise, por exemplo, ao Comitê Internacional da Cruz Vermelha.

## Missão
A Armament Research Services (ARES) é uma consultoria especializada em inteligência técnica, que oferece conhecimentos especializados e análises a entidades governamentais e não-governamentais na área de armamentos, em apoio a iniciativas nacionais, regionais e internacionais. Com base na experiência e especialidade da sua equipe e contratados, a ARES oferece pesquisa e análise de amplo espectro, revisão técnica, treinamento e serviços de suporte a projetos.